# Penetracja seksualna

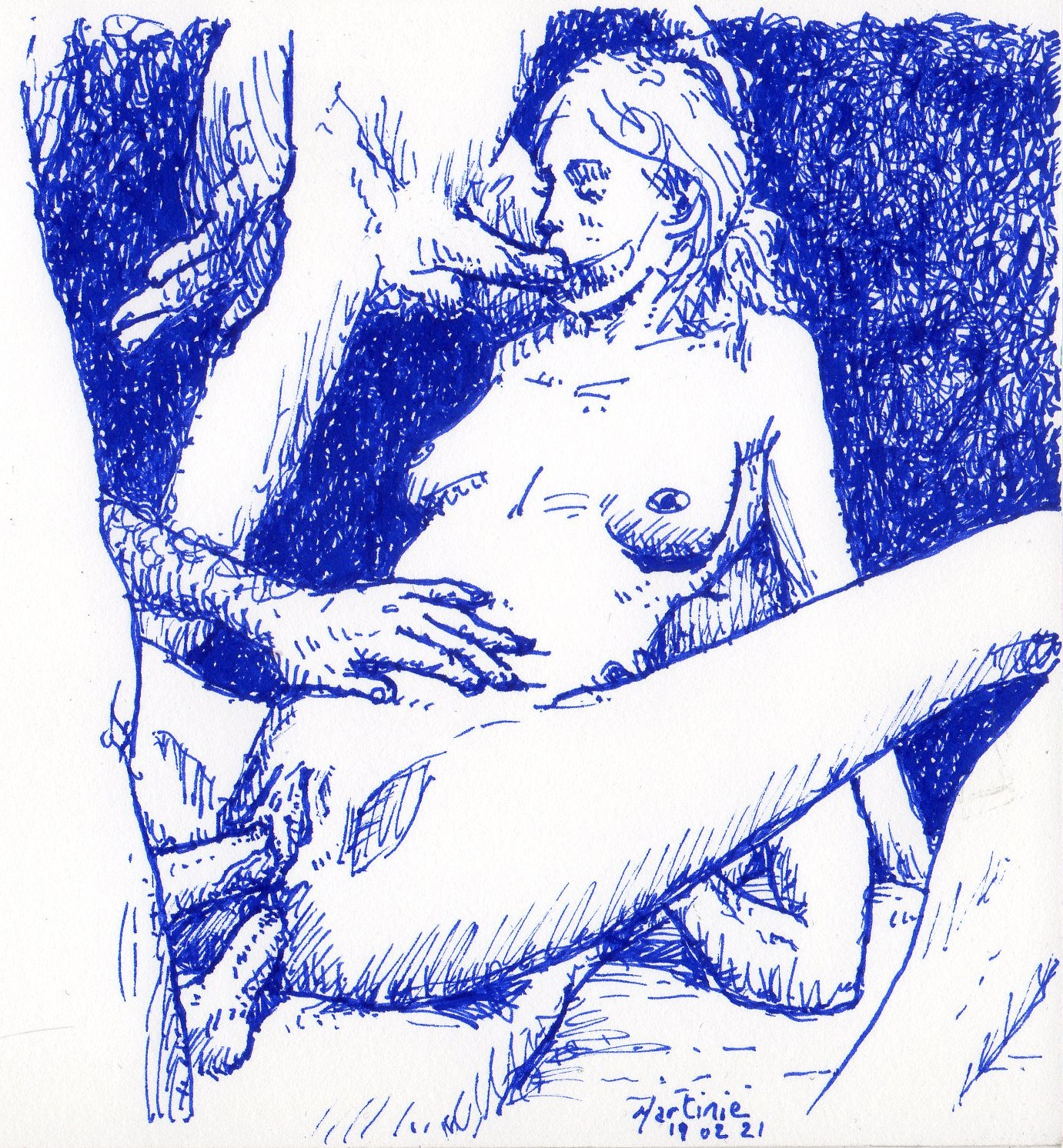
Potrójna penetracja, pochwa, odbyt i usta

Penetracja seksualna – wprowadzenie części ciała lub innego obiektu do otworu ciała, takiego jak pochwa, odbyt lub usta, w ramach aktywności seksualnej człowieka lub zachowań seksualnych zwierząt.

## Definicje
Penetracja pochwy przez prącie jest kluczowym elementem w definicji stosunku płciowego, który ma miejsce tylko wtedy, gdy penis samca penetruje pochwę samicy. Jeżeli penis penetruje odbyt innej osoby, określa się to jako seks analny lub stosunek analny. Seks oralny z penetracją może obejmować penetrację ust przez penisa (fellatio) lub użycie języka do penetracji pochwy (cunnilingus).